# Summer in the City (film)
Pour plus de détails, voir Fiche technique et Distribution.
Summer in the City est un film allemand réalisé par Wim Wenders, sorti en 1970.

## Fiche technique
- Titre : Summer in the City
- Réalisation : Wim Wenders
- Scénario : Wim Wenders
- Photographie : Robert Müller
- Pays d'origine : Allemagne
- Format : Noir et blanc - 35 mm
- Genre : Drame
- Durée : 125 minutes
- Date de sortie : 1970

## Distribution
- Hanns Zischler : Hanns
- Edda Köchl : Edda
- Libgart Schwarz : Lipgart
- Marie Bardischewski : Marie
- Gerd Stein : gangster
- Muriel Werner : gangster
- Christian Thiele : Christian
- Helmut Färber : lui-même